# Kenia op de Paralympische Zomerspelen 2020
Kenia was een van de landen die deelnam aan de Paralympische Zomerspelen 2020 in Tokio, Japan.

## Medailleoverzicht
| Sport    | Paralympiër                                           | Onderdeel       | Medaille |
| -------- | ----------------------------------------------------- | --------------- | -------- |
| Atletiek | Nancy Chelangat Koech Gids: Geoffrey Kiplangat Rotich | 1500 m, T11 (v) | Brons    |

## Deelnemers en resultaten
(m) = mannen, (v) = vrouwen, (g) = gemengd 

### Atletiek

#### Baanonderdelen
| Atleet                                                | Onderdeel       | Series              | Series              | Finale              | Finale              |
| Atleet                                                | Onderdeel       | Resultaat           | Rang                | Resultaat           | Rang                |
| ----------------------------------------------------- | --------------- | ------------------- | ------------------- | ------------------- | ------------------- |
| Wilson Bii                                            | 5000 m, T11 (m) | Niet van toepassing | Niet van toepassing | 17:31.73            | 9e                  |
| Wilson Bii Gids: Robert Kimeli Tarus                  | 1500 m, T11 (m) | Gediskwalificeerd   | DSQ                 | Niet gekwalificeerd | Niet gekwalificeerd |
| Rodgers Kiprop                                        | 5000 m, T11 (m) | Niet van toepassing | Niet van toepassing | 15:27.06            | 4e                  |
| Felix Kipruto                                         | 1500 m, T46 (m) | Niet van toepassing | Niet van toepassing | 3:59.98             | 6e                  |
| Erick Kiptoo Sang Gids: Benard Korir                  | 1500 m, T11 (m) | 4:32.73             | 9e                  | 4:21.43             | 6e                  |
|                                                       |                 |                     |                     |                     |                     |
| Nancy Chelangat Koech Gids: Geoffrey Kiplangat Rotich | 1500 m, T11 (v) | 4:51.68             | 5e                  | 4:45.58             | Brons               |
| Nelly Nasimiyu Munialo Gids: Erick Kirui              | 1500 m, T13 (v) | Gediskwalificeerd   | DSQ                 | Niet gekwalificeerd | Niet gekwalificeerd |
| Mary Waithera Njoroge Gids: Benard Korir              | 1500 m, T11 (v) | 4:52.54             | 7e                  | Niet gekwalificeerd | Niet gekwalificeerd |

### Bankdrukken
| Paralympiër           | Onderdeel  | Resultaat | Prestatie |
| --------------------- | ---------- | --------- | --------- |
| Hellen Wawira Karuiki | -41 kg (v) | 5e        | 93.0      |

### Roeien
| Atleet                | Onderdeel                      | Heats     | Heats | Herkansingen | Herkansingen | A/B finale | A/B finale | Eindranking |
| Atleet                | Onderdeel                      | Resultaat | Rang  | Resultaat    | Rang         | Resultaat  | Rang       | Eindranking |
| --------------------- | ------------------------------ | --------- | ----- | ------------ | ------------ | ---------- | ---------- | ----------- |
| Asiya Mohammed Sururu | Eenpersoons sculls, PR1W1x (v) | 13:45.50  | 10e   | 13:24.26     | 10e QB       | 14:27.48   | 6e         | 12e         |

Afghanistan · 
Algerije · 
Amerikaanse Maagdeneilanden · 
Angola · 
Argentinië · 
Armenië · 
Aruba · 
Australië · 
Azerbeidzjan · 
Bahrein · 
Barbados · 
Belarus · 
België · 
Benin · 
Bermuda · 
Bosnië en Herzegovina · 
Botswana · 
Brazilië · 
Bulgarije · 
Burkina Faso · 
Burundi · 
Cambodja · 
Canada · 
Centraal-Afrikaanse Republiek · 
Chili · 
China · 
Chinees Taipei · 
Colombia · 
Congo-Brazzaville · 
Congo-Kinshasa · 
Costa Rica · 
Cuba · 
Cyprus · 
Denemarken · 
Dominicaanse Republiek · 
Duitsland · 
Ecuador · 
Egypte · 
El Salvador · 
Estland · 
Ethiopië · 
Faeröer · 
Fiji · 
Filipijnen · 
Finland · 
Frankrijk · 
Gabon · 
Gambia · 
Georgië · 
Ghana · 
Griekenland · 
Groot-Brittannië · 
Guatemala · 
Guinee · 
Guinee‑Bissau · 
Haïti · 
Honduras · 
Hongarije · 
Hongkong · 
Ierland · 
IJsland · 
India · 
Indonesië · 
Irak · 
Iran · 
Israël · 
Italië · 
Ivoorkust · 
Jamaica · 
Japan · 
Jordanië · 
Kaapverdië · 
Kameroen · 
Kazachstan · 
Kenia · 
Kirgizië · 
Koeweit · 
Kroatië · 
Laos · 
Lesotho · 
Letland · 
Libanon · 
Liberia · 
Libië · 
Litouwen · 
Luxemburg · 
Madagaskar · 
Maleisië · 
Mali · 
Malta · 
Marokko · 
Mauritius · 
Mexico · 
Moldavië · 
Mongolië · 
Montenegro · 
Mozambique · 
Namibië · 
Nederland · 
Nepal · 
Nicaragua · 
Nieuw-Zeeland · 
Niger · 
Nigeria · 
Noord-Macedonië · 
Noorwegen · 
Oeganda · 
Oekraïne · 
Oezbekistan · 
Oman · 
Oostenrijk · 
Pakistan · 
Palestina · 
Panama · 
Papoea-Nieuw-Guinea · 
Peru · 
Polen · 
Portugal · 
Puerto Rico · 
Qatar · 
Roemenië · 
Russisch Paralympisch Comité ·
Rwanda · 
Saint Vincent en Grenadines · 
Samoa · 
Saoedi-Arabië · 
Sao Tomé en Principe · 
Senegal · 
Servië · 
Seychellen · 
Sierra Leone · 
Singapore · 
Slovenië · 
Slowakije · 
Somalië · 
Spanje · 
Sri Lanka · 
Syrië · 
Tadzjikistan · 
Tanzania · 
Thailand · 
Togo · 
Tonga · 
Trinidad en Tobago · 
Tsjechië · 
Tunesië · 
Turkije · 
Turkmenistan · 
Uruguay · 
Venezuela · 
Verenigde Arabische Emiraten · 
Verenigde Staten · 
Vietnam · 
Zimbabwe · 
Zuid-Afrika · 
Zuid-Korea · 
Zweden · 
Zwitserland
Paralympisch Vluchtelingen Team